# Non dirgli mai
Non dirgli mai è un singolo del cantautore italiano Gigi D'Alessio, pubblicato nel febbraio 2000 come primo estratto dall'ottavo album in studio Quando la mia vita cambierà.

## Descrizione
Scritto in collaborazione con Vincenzo D'Agostino, Non dirgli mai racconta le sofferenze di un uomo, che parla alla sua ex fidanzata, che nutre ancora un sentimento per lui, di non rivelare mai al nuovo compagno tutte le esperienze che i due hanno passato insieme.
Il brano è stato presentato al Festival di Sanremo 2000, dove si è classificato alla decima posizione. Pur non ottenendo particolari risultati di vendite, è tutt'oggi riconosciuto come uno dei significativi della discografia di D'Alessio.
Nel 2002 Gigi D'Alessio ha interpretato il brano in duetto con Dennis Fantina nel corso della prima edizione del talent show Saranno famosi.

## Tracce
Testi di Vincenzo D'Agostino, musiche di Gigi D'Alessio.
1. Non dirgli mai – 4:13

## Formazione
Musicisti
- Gigi D'Alessio – voce, tastiera
- Antonio Annona – arrangiamento, tastiera, composizione strumenti ad arco
- Michele Signori – programmazione
- Lele Melotti – batteria
- Paolo Costa – basso elettrico
- Giorgio Cocilovo – chitarra
- Marco Ciervo – direzione strumenti ad arco
- Sabrina Guida – cori
- Valeria Guida – cori

Produzione
- Gigi D'Alessio – produzione
- Antonio Annona – coproduzione
- Adriano Pennino – coproduzione
- Lino Cannavacciuolo – coproduzione
- Pierluigi Germini – produzione esecutiva
- Geppino Afeltra – produzione esecutiva
- Espedito Barrucci – ingegneria del suono
- Antonio Baglio – mastering